# Эффект первичности
Эффект первичности (эффект первого впечатления, эффект знакомства) — склонность индивида придавать наибольшую значимость той информации о человеке, предмете или явлении, которая получена раньше. Таким образом, при противоречивости каких-либо фактов люди чаще отдают предпочтение старому сведению, а не новому.
Эффект первичности является типичным проявлением неточности чувственного познания, так называемой ошибкой восприятия.
Эффект первичности работает не только с доверием к информации, но и с ее запоминанием. Например, прослушав ряд различных чисел или слов, человек с большей вероятностью произведет первые элементы последовательности, чем те, что стояли в конце или посередине.

## Причины
Данное явление объясняется тем, что знание, полученное раньше, успевает перейти в долговременную память, в то время как новое знание, существующее пока только в кратковременной памяти, не воспринимается нашим сознанием как достоверный факт.
Второй вероятной причиной возникновения данного эффекта является бессознательная расстановка приоритетности между теми, кто сообщает информацию: принято считать, что первый источник удовлетворяет потребность индивида в получении тех или иных сведений, поэтому он становится более привлекательным, а значит получившим доверие.

## История
Существует версия, что до того, как эффект первичности был сформулирован официально, в 1925 году малоизвестный американский психолог М. Лундт открыл закон предшествования, суть которого совпадает с эффектом первичности.
Однако в современной психологии, говоря о данной особенности восприятия, принято ссылаться на Соломона Аша, польско-американского психолога, который в 1946 году впервые упомянул эффект первичности в статье «Формирование впечатлений о личности» (Forming impressions of personality). На основе результатов своего эксперимента, он выдвинул теорию о том, что первое сообщение о чем-либо оказывает на человека более сильное впечатление, чем любая последующая информация в независимости от объективности, адекватности и достоверности новых фактов.

## Эксперимент Аша «Фактор направления»
Студентов городского колледжа Нью-Йорка разделили на две примерно равные группы А и В, каждой предоставили список личностных черт одного условного человека и предложили сформировать свое впечатление о нем.
- А. умный — трудолюбивый — импульсивный — критически настроенный — упрямый — завистливый
- B. завистливый — упрямый — критически настроенный — импульсивный -трудолюбивый — умный

Оказалось, последовательность одних и тех же характеристик повлияла на составление портрета. Участники эксперимента, прочитавшие список А, оценили описываемого человека довольно позитивно, в отличие от тех, кто вначале узнал о зависти и упрямости, а уже позже о трудолюбии и высоком уровне интеллекта. Человек группы А — это хороший человек, чьи недостатки не затмевают его заслуги. В свою очередь, человек группы В слаб, излишне эмоционален и зависим от собственных предрассудков, а его положительные качества не могут быть полностью раскрыты из-за значительных недостатков.

## Критика и противоречия
Основатель Йельской школы убеждающей коммуникации Карл Ховланд подверг сомнению эффект первичности Аша. По его мнению, теория о данном эффекте не рассматривает такие важные факторы, как образовательный уровень аудитории, ее мировоззрение и кругозор. Вероятность того, что хорошо образованный человек, имеющий больший жизненный опыт, поверит абсурдному факту, а не объективному суждению, в независимости от последовательности их получения, мала.
Более того, существуют и другие ошибки восприятия, порой противоречащие друг другу. Эффекту первичности противопоставляется эффект новизны (эффект недавности), который определяется как склонность индивида придавать наибольшую значимость более новым данным о человеке, событии или явлении, отвергая прежнюю информацию.
Чтобы понять, как именно работают эти противоречащие на первый взгляд друг другу эффекты, в 1959 году Норман Миллер и Дональд Кэмпбелл провели эксперимент. Студенты Северо-Западного университета получили стенограмму судебного процесса, причем аргументы обвинения и защиты были собраны в отдельные блоки. Наблюдая за тем, как студенты меняют свою точку зрения о виновности или невиновности обвиняемого, Миллер и Кэмпбелл сделали вывод, что эффект новизны побеждает эффект первичности только в том случае, если:
1. между двумя сообщениями с противоречащей информацией проходит большое количество времени;
2. аудитория должна формулировать свое мнение сразу после получения новой информации[8].

## Эффект первичности в политике
Эффект первичности нередко используют в процессе пропаганды, одним из основных принципов которой является утверждение о том, что человек, сказавший миру первое слово, всегда прав. Считается, что формулирование данного принципа принадлежит Йозефу Геббельсу — рейхсминистру народного просвещения и пропаганды Германии (1933—1945).
Во время предвыборных кампаний кандидаты могут прибегать к использованию эффекта первичности, чтобы воздействовать на общественное мнение. Исследования показывают, что кандидата, который успел первым убедить избирателей в неминуемости своей победы, и признает массовое сознание. Данный эффект также берется во внимание при публикации компромата на соперника.
Эффект первичности можно связать с таким актуальным термином как постправда. «Фейковые новости» буквально атакуют общественность и делают ее неспособной противостоять им. Таким образом, люди начинают верить выдуманным фактам, не сомневаясь и не проверяя источники информации . Политики из раза в раз возвращаются к своим лживым тезисам, несмотря на то, что независимые эксперты или СМИ признали их недостоверными. Причиной этого является существование большого количества различных источников информации, что способствует распространению сомнительных фактов с высокой скоростью. Поэтому лживые заявления политиков часто подменяют правду, а любые попытки опровержения оказываются неудачными.

## Эффект первичности в искусстве

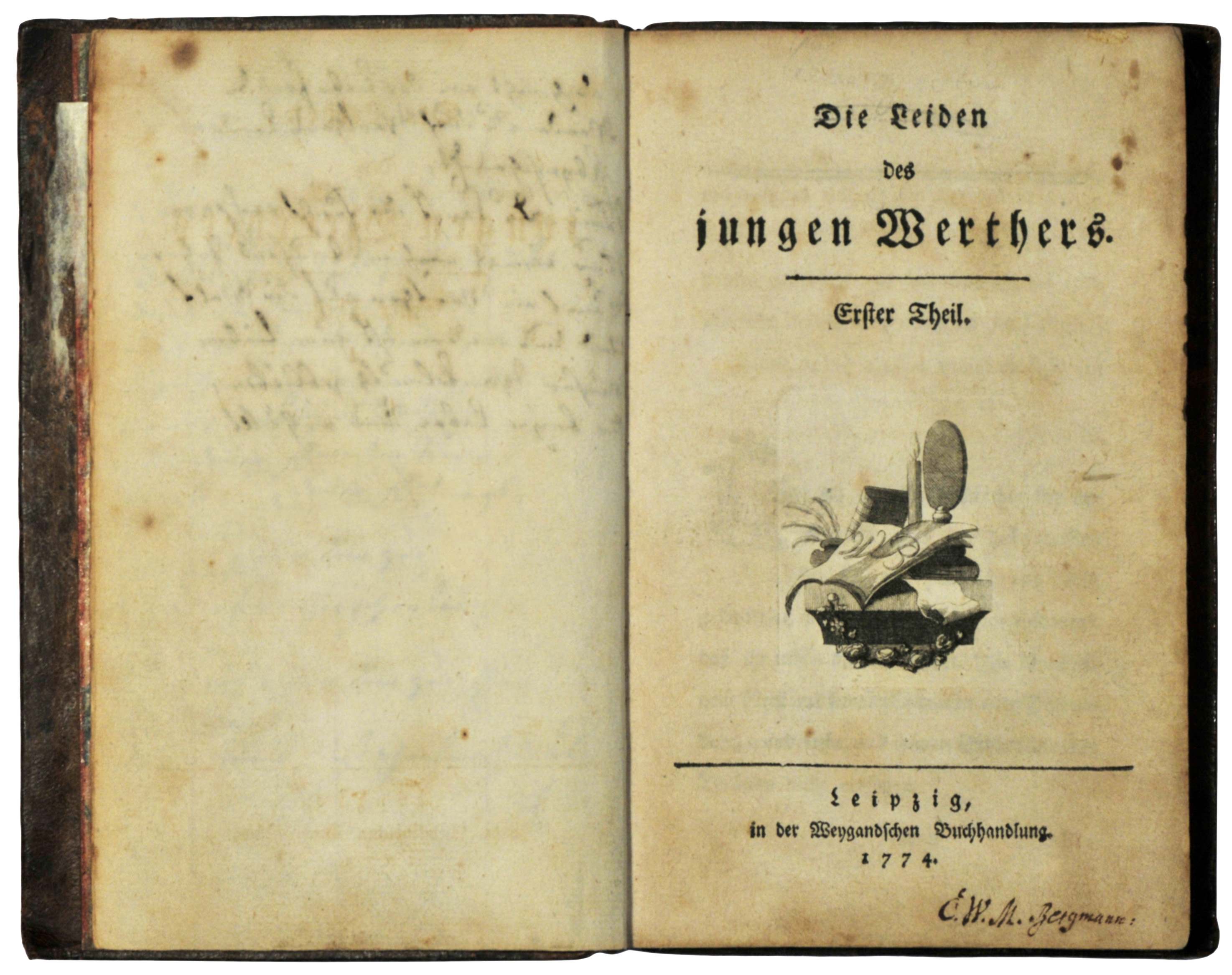
роман в письмах «Страдания юного Вертера»

Иоганн Вольфганг Гёте, в романе в письмах «Страдания юного Вертера» пишет:
Мы очень податливы на первое впечатление и готовы поверить всему самому неправдоподобному, оно сразу же прочно внедряется в нас, и горе тому, кто сделает попытку вытравить или искоренить его! 
Эффект первичности также показан в трагедийной пьесе Уильяма Шекспира «Отелло, венецианский мавр». Яго, соперник Отелло, обманывает главного героя, убеждая в неверности его жены Дездемоны.
Отелло
Что он сказал?
Яго
Да что он с ней... А впрочем, я не знаю.
Отелло
Что он сказал? Что с ней он - что?
Яго
Лежал...
Отелло
С ней?
Яго
С ней, на ней. Рассказ был жив и ярок.
Отелло
Лежал с ней! Лежал на ней!.. Рассказ был жив...
А может быть - рассказ был лжив? Лежал с ней!
О дьявол, что за мерзость! Платок... сознался...

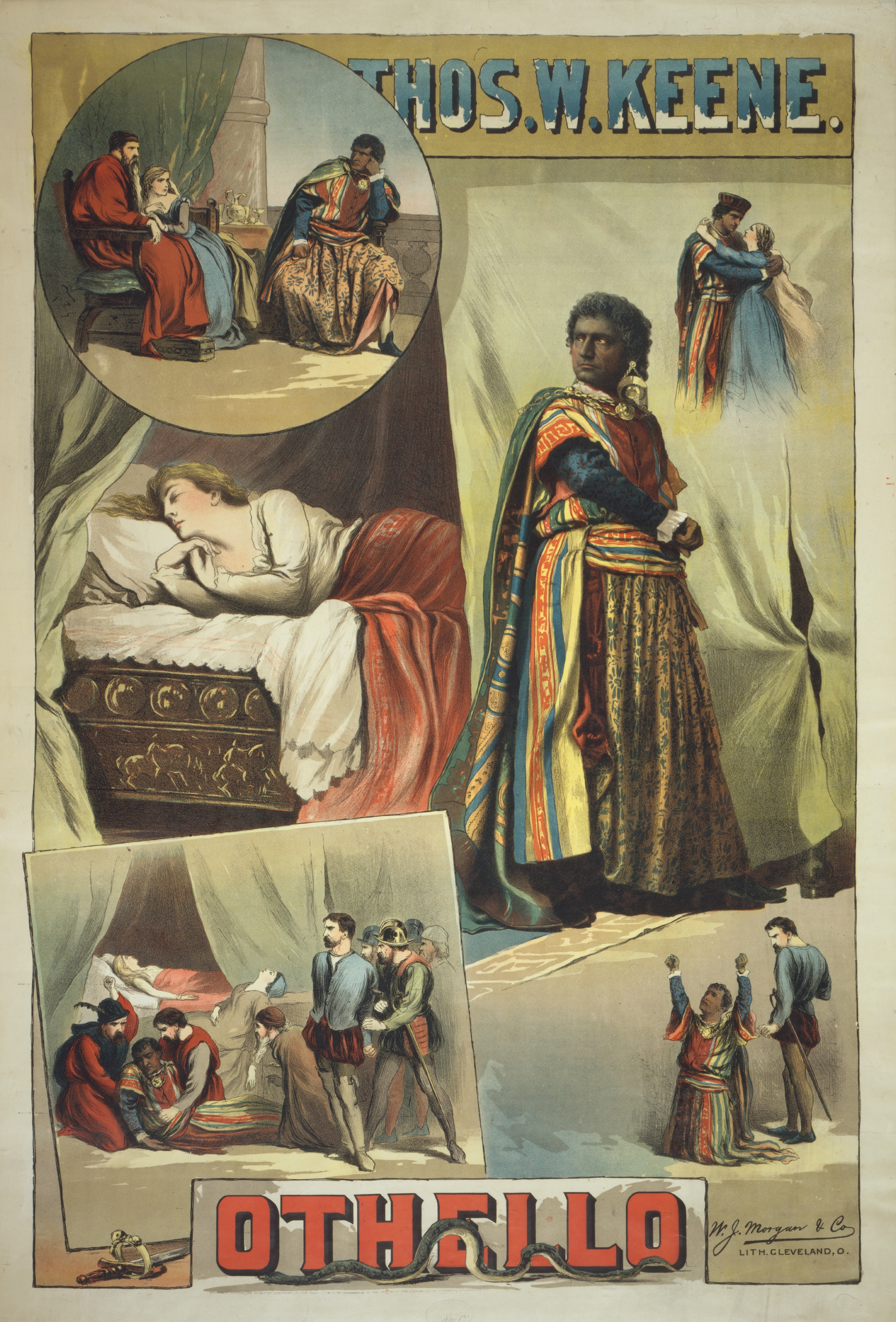
трагедия «Отелло, венецианский мавр»

Позже Отелло не верит словам служанки жены. Он не сомневается в том, что Яго прав:
Отелло
Тебе такого не случалось видеть?
Эмилия
Ни слышать, ни хотя бы заподозрить.
Отелло
Но ты не раз их видела вдвоем.
Эмилия
Но ничего не видела дурного
<...>
Отелло
Чтоб ей подать перчатки, или веер,
Иль маску, или что-нибудь?
Эмилия
Ни разу.
Отелло
Как странно!